# Clase Kiev (portaaviones)
La clase Kiev, también denominada Proyecto 1143, es una serie de cruceros portaaviones fabricada en la Unión Soviética. Fue una serie de cuatro unidades construida en los años setenta y dada de baja en los años noventa. Dos naves fueron vendidas a China y una a India. El Vikramaditya (ex Admiral Gorshkov, ex Bakú), único buque que permanece en servicio, es uno de los diez portaaviones más grandes del mundo.

## Diseño
En la década de 1960 la Armada Soviética encargó una nueva clase de buques portahelicópteros, botando el Moskvá y su gemelo el Leningrado. Los buques fueron construidos en los astilleros de Nicolaiev, al sur de la RSS de Ucrania. Llevaban 14 helicópteros ASW Ka-25 Hormone. Además estaban equipados con un potente armamento antisubmarino y de defensa aérea. La principal misión era la defensa de los submarinos nucleares lanzamisiles soviéticos frente a la amenaza de los submarinos de ataque de la OTAN.
A finales de la década de los 60 de comenzó a desarrollar el proyecto 1143 Krechet, la clase Kiev. Estos buques fueron los primeros portaaviones soviéticos dotados de aeronaves de ala fija.
El primer barco de la clase fue botado en Nikolaiev en 1970, y entró en servicio en la Flota del Norte en 1975. Eran buques enormes: 45.000 toneladas, 273 m. de eslora y capaz de velocidades de hasta 32 nudos. Sus aviones de combate Yak-38 estaban diseñados específicamente para el uso desde estos buques, operando junto con 16-18 helicópteros ASW Ka-25.

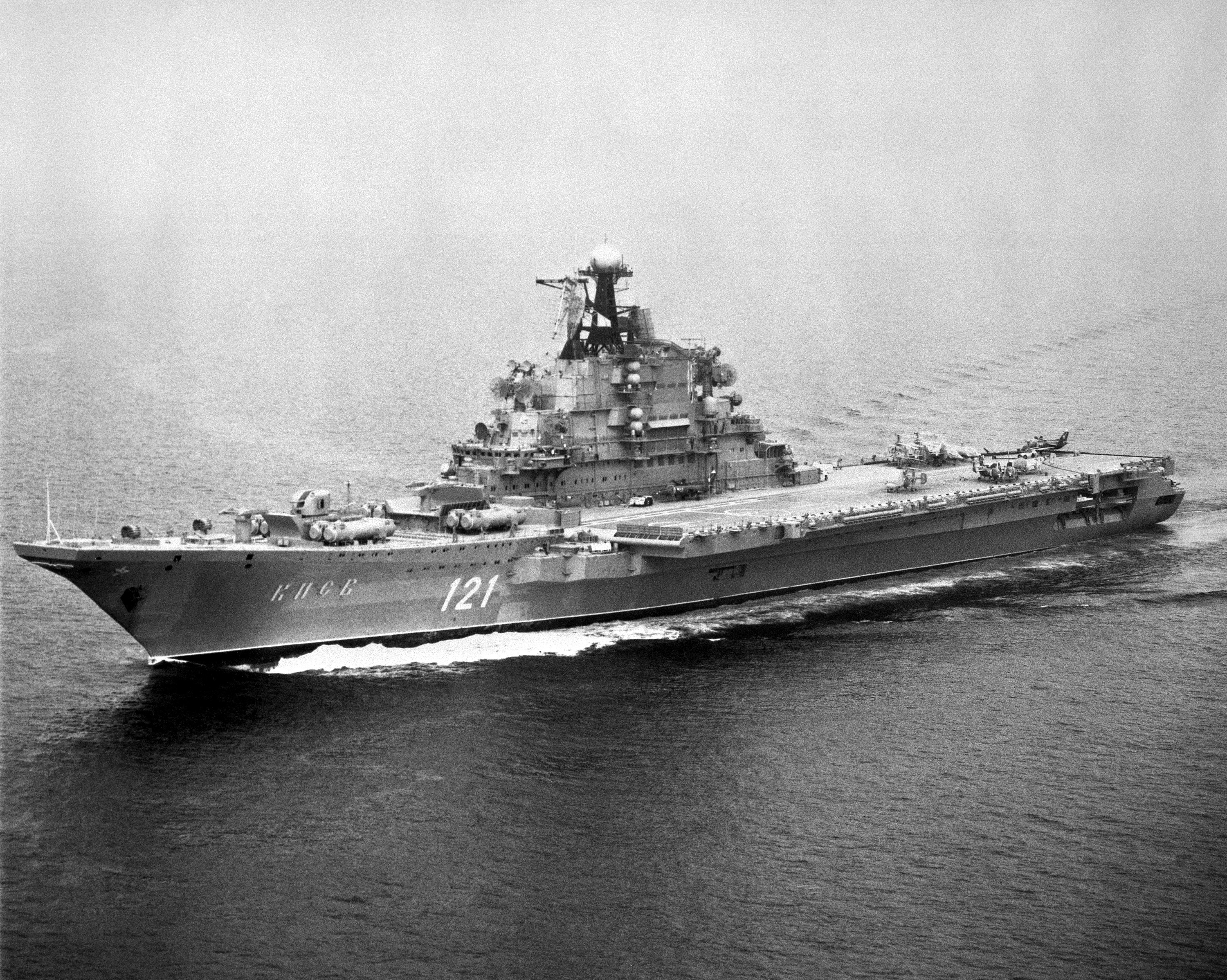
El Kiev.

Estas naves son portaaviones STOBAR de 44 000 t de desplazamiento y 274 m de eslora. Durante la su servicio con la URSS, sus alas aéreas embarcadas contaban con aviones de caza Yak-38 y su armamento consistía en misiles superficie-superficie SA-N-3 Goblet y SA-N-9 Gauntlet. Su diseño era poco convencional para occidente y fue un desconcertante compromiso  híbrido entre un crucero misilístico y un portaaeronaves capaz de llevar helicópteros y cazas de despegue vertical, aunque podría considerárselo como un crucero antisubmarino. Derivados originalmente de los portahelicópteros clase Moskvá, de los cuales heredaron su polémica planta motriz, estaban fuertemente armados con misiles y equipado con sonar y modernos radares de vigilancia aérea y de superficie de diversos tipo. Los portaviones norteamericanos de la época solo tenían misiles de defensa aérea cercana y ningún tipo de sonar o armamento pesado, ya que de esas tareas se encargaban sus buques de escolta. Su diseño y definición como cruceros permitió a toda la clase Kiev pasar por el Estrecho de los Dardanelos y el Bósforo respetando la Convención de Montreux de 1936, que prohibía a los portaaviones pasar por los estrechos.
Los buques fueron denominados por la URSS Clase Krechet o Proyecto 1143. Fueron creados para proteger los submarinos lanzamisiles estratégicos, así como grupos de combate de buques de superficie y aviones navales. Dentro de la marina soviética fueron clasificados como cruceros pesados portaaeronaves, una triquiñuela para facilitar que Turquía no denegara su  paso por el estrecho del Bósforo. El Proyecto 1143 fue construido en la planta de Chernomorski.
En el segundo navío de la clase su capacidad interior fue aumentada en un 50 %, mejorando la capacidad de los hangares. La tercera y cuarta unidad fueron autorizadas después de la decisión en 1973 de no proseguir con la construcción de los navíos de la clase Orel. 
La cuarta unidad de la clase Kiev es considerado generalmente una clase aparte. La cubierta de vuelo fue alargada en 5 metros respecto a los tres primeros navíos de la clase.
Eran buques diseñados para desempeñarse en guerra antisuperficie, antisubmarina y antiaérea. Su ala de combate estaba previsto que en los años 90 estuviera compuesta de 14 aviones Yak-41M de despegue vertical, 8 aviones Yak 38 de ataque, 10 helicópteros Ka-27 PLO antisubmarinos, 2 Ka-27PS de búsqueda y rescate y 4 Ka-27 de alerta radar.
Eran buques con una cubierta de vuelo de 14.700m2, equipada con ganchos de apontaje, una rampa de lanzamiento tipo esquí, y dos elevadores capacitados para llevar los aviones desde los hangares de almacenamiento hacia la cubierta de vuelo. El armamento incluía además 
El crucero-portaviones Kiev de 38.000 toneladas constituyó el prototipo de la segunda clase de portaviones rusos. En 1979 fue aprobada una quinta unidad, que nunca fue construida. Fueron los antecesores de una tercera clase de portaviones, más capaces y que podían operar con aviones de despegue convencional y cuyo diseño heterodoxo también sorprendió en occidente. El éxito de la clase Kiev llevó al Proyecto 1143,5, cuyo diseño mejorado permitía despegues y aterrizajes convencionales, haciendo posible operar variantes navalizadas de los Su-27, MiG-29 y Su-25. La cubierta de vuelo del Proyecto 1143,5 se amplió para operar hasta 32 aviones de ala fija y 24 helicópteros.

## Desarrollo
En las décadas de 1950 y 1960 los estrategas militares soviéticos consideraban que los portaaviones eran herramientas imperialistas de agresión, y cualquier iniciativa para construir uno propio fue eliminada por el poder político. La falta de experiencia en combate naval moderno pesaba en esta línea de pensamiento. Con el tiempo la posición cambió y la línea de pensamiento que buscaba dotarse con un componente aeronaval embarcado se impuso.
El Proyecto 1143 nació para satisfacer la necesidad de suplir las deficiencias de los cruceros de la clase Moskvá (Proyecto 1123). Los buques fueron construido por el astillero de Nicolaiev (RSS de Ucrania). El primer buque, Kiev, fue botado en 1972. Le siguió el Minsk en 1975, el Novorosíisk en 1978 y el Bakú en 1982.
El primero de la clase, el Kiev, se finalizó en 1975. Entró en servicio el mismo año en la Flota del Norte. Entre 1977 y 1987 estuvo en el Mediterráneo y Atlántico en al menos 10 despliegues. En 1981 fue enviado al Báltico como buque insignia de la Flota del Báltico. Entre 1982 y 1984 fue sometido a mordenizaciones. Fue enviado a la reserva en 1989, retirándose de servicio activo.
El Minsk entró en servicio en 1978, siendo el segundo de su clase. Fue asignado a la Flota del Pacífico, y también realizó algún despliegue en el Mediterráneo con el Kiev.
El Novorosíisk entró en servicio en la Flota del Pacífico en 1982, junto al Minsk. El Baku fue construido en 1987 y retirado del servicio en 1996.
Después de la caída de la URSS, la marina de guerra de Rusia dio la baja a todos los buques de la clase. Las dificultades económicas y la apuesta por portaviones convencionales que podían operar aviones de mejores prestaciones condenaron a estos buques, que durante su carrera nunca terminaron de tener el favor del alto mando.
El único buque de ésta clase que continúa operativo fue vendido a la Marina India tras ser completamente transformado. Se le sacó todo el armamento instalado en la proa y se modificó esta para poner una rampa tipo sky jump, alargando además su cubierta de vuelo. El Admiral Gorshkov (anterior Bakú) fue vendido a India y su nombre cambió a Vikramaditya (en honor a Vikramāditya). En la marina de guerra de India operó con aviones MiG-29K y Sea Harrier y una variedad de helicópteros. El Vikramaditya es uno de los diez portaaviones más grandes del mundo.

## Unidades
| Nombre      | Numeral | Botado | Destino         |
| ----------- | ------- | ------ | --------------- |
| Kiev        | 075     | 1972   | Vendido a China |
| Minsk       | 011     | 1975   | Vendido a China |
| Novorosíisk | 137     | 1978   | Desguazado      |
| Bakú        | 103     | 1982   | Vendido a India |